# Meseret Defar
Meseret Defar Tola (amharisch: መሰረት ደፋር; * 19. November 1983 in Addis Abeba) ist eine äthiopische Langstreckenläuferin. Sie wurde zweimal Olympiasiegerin und zweimal Weltmeisterin im 5000-Meter-Lauf.

## Karriere
Schon früh hatte sie internationale Erfolge: Sie wurde erst Vizejuniorenweltmeisterin im 3000-Meter-Lauf 1999 und im 5000-Meter-Lauf 2000 und 2002 schließlich Juniorenweltmeisterin über 5000 Meter. Ihr erster großer Erfolg im Erwachsenenbereich war die Bronzemedaille bei den Hallenweltmeisterschaften 2003 in Birmingham über 3000 Meter. Bei den Hallenweltmeisterschaften 2004 in Budapest holte sie über dieselbe Distanz den Titel.
Erster Höhepunkt ihrer Karriere war der 5000-Meter-Lauf der Olympischen Spiele 2004 in Athen, bei dem sie Gold vor Isabella Ochichi (KEN) und ihrer Landsfrau Tirunesh Dibaba gewann. Beim US-Hallen-Meeting Boston Indoor Games 2005 verfehlte sie mit 8:30,05 min den von Berhane Adere aufgestellten Weltrekord über 3000 Meter nur um neun Zehntelsekunden. Bei den Weltmeisterschaften 2005 in Helsinki musste sie sich mit der Silbermedaille begnügen – hinter ihrer 20 Jahre alten Landsfrau Tirunesh Dibaba, die in Athen noch die Bronzemedaille gewonnen hatte.
Bei den Hallenweltmeisterschaften 2006 in Moskau verteidigte sie ihren Titel über 3000 Meter. Beim Carlsbad 5000 stellte sie mit 14:46 min eine inoffizielle Weltbestzeit im 5-km-Straßenlauf auf, und am 3. Juni dieses Jahres lief sie beim Reebok Grand Prix in New York City mit 14:24,53 min einen Weltrekord im 5000-Meter-Lauf, 15 Hundertstelsekunden schneller als die alte Bestmarke von Elvan Abeylegesse.
2007 stellte sie über 3000 Meter mit 8:23,72 min einen Hallenweltrekord auf, wurde Zweite bei den World’s Best 10K, verteidigte ihren Titel in Carlsbad und verbesserte bei den zur IAAF Golden League gehörenden Bislett Games in Oslo ihren eigenen Weltrekord um fast acht Sekunden auf 14:16,63 min. Über zwei Meilen verbesserte sie zweimal die Weltbestzeit und blieb am 14. September in Brüssel mit 8:58,58 min als erste Frau unter neun Minuten (über diese Distanz werden keine offiziellen Weltrekorde geführt).
Bei den Weltmeisterschaften 2007 in Osaka gewann sie erstmals den Weltmeistertitel im 5000-Meter-Lauf. Zum Jahresende wurde sie zur Leichtathletin des Jahres gewählt. In der darauffolgenden Saison stellte sie über zwei Meilen in der Halle eine Weltbestzeit auf und bei den Hallenweltmeisterschaften 2008 in Lissabon siegte sie zum vierten Mal in Folge über 3000 Meter. Bei den Olympischen Spielen 2008 in Peking blieb ihr ein erneuter Sieg zwar versagt, sie konnte jedoch hinter Tirunesh Dibaba und Elvan Abeylegesse die Bronzemedaille über 5000 Meter gewinnen. Nach der nachträglichen Disqualifikation von Elvan Abeylegesse wurde ihr die Silbermedaille zugesprochen.
2009 stellte sie über 5000 Meter mit 14:24,37 min einen Hallenweltrekord auf und verbesserte ihre Zwei-Meilen-Rekordmarke auf 9:06,26 min. Bei den Weltmeisterschaften in Berlin gewann sie Bronze über 5000 Meter und wurde Fünfte über 10.000 Meter. 2010 gewann sie bei den Hallenweltmeisterschaften in Doha erneut Gold über 3000 Meter und siegte zum dritten Mal beim Carlsbad 5000. Einer Silbermedaille über 5000 Meter bei den Afrikameisterschaften in Nairobi folgte ein Sieg über 3000 Meter beim Leichtathletik-Continental-Cup in Split. Erstmals startete sie bei einem Halbmarathon und lief auf Anhieb beim Philadelphia-Halbmarathon mit 1:07:45 h die damals schnellste Zeit auf US-amerikanischem Boden. Bei den Weltmeisterschaften 2011 in Daegu holte sie Bronze über 5000 Meter.
2012 errang Defar bei den Hallenweltmeisterschaften in Istanbul Silber über 3000 Meter. Acht Jahre nach ihrem ersten Olympiaerfolg gewann sie bei den Olympischen Spielen 2012 in London im 5000-Meter-Finale erneut Olympiagold. 2013 wurde sie in Moskau zum zweiten Mal Weltmeisterin über 5000 Meter.
Meseret Defar ist 1,55 m groß und wiegt 45 kg.

## Persönliche Bestzeiten

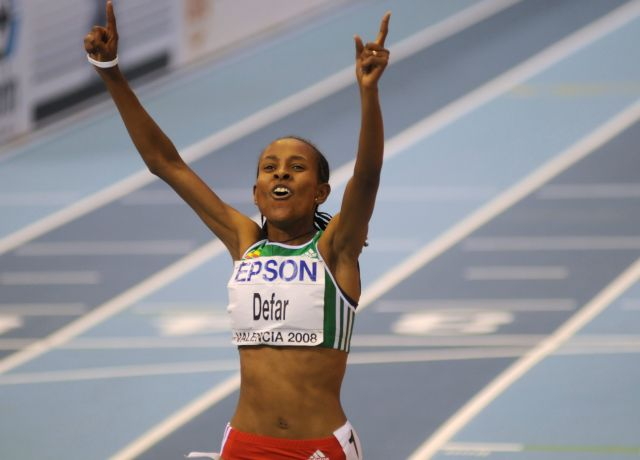
Meseret Defar bei den Hallenweltmeisterschaften 2008

- 1500 m: 4:02,00 min, 12. Juni 2010, New York City
- 2000 m: 5:45,62 min, 8. Juni 2008, Eugene
- 3000 m: 8:24,51 min, 14. September 2007, Brüssel (Zwischenzeit, äthiopischer Rekord)
  - Halle: 8:23,72 min, 3. Februar 2007, Stuttgart (ehemaliger Weltrekord)
- 2 Meilen: 8:58,58 min, 14. September 2007, Brüssel (Weltbestzeit)
  - Halle: 9:06,26 min, 26. Februar 2009, Prag (ehemalige Weltbestzeit)
- 5000 m: 14:12,88 min, 22. Juli 2008, Stockholm
  - Halle: 14:24,37 min, 18. Februar 2009, Stockholm (ehemaliger Weltrekord)
- 10.000 m: 29:59,20 min, 11. Juli 2009, Birmingham
- 10-km-Straßenlauf: 32:08 min, 25. Februar 2007, San Juan
- Halbmarathon: 1:07:45 h, 19. September 2010, Philadelphia